# アメイジング・スパイダーマン
『アメイジング・スパイダーマン』（原題: The Amazing Spider-Man）は、マーベル・コミック社が出版するアメリカン・コミックのシリーズである。このシリーズは同社のスーパーヒーロー、スパイダーマンの冒険にスポットを当てている。
1963年に月刊刊行を開始し、1995年に短期間中断して1999年に新たなナンバリングによる刊行を開始した。
2003年にシリーズは通常のナンバリングに戻った。最初の巻のタイトルは時折隔週で出版され、2008年から2010年にかけて月に3回出版された。
この『アメイジング・スパイダーマン』というタイトルは2012年の同名の映画にも使われている。
DCコミックスが2011年に新たな1号を発行したアクション・コミックスとディテクティブ・コミックスを再発行した後は、それが取り消されるまで、依然として流通していたアメリカン・コミックスのオンゴーイングシリーズの中でも最も高い数を記録していた。このタイトルは、2012年12月に発行された第700号で継続的に出版されたコミックスとしての50年間の連載を終えた。

## 出版物の歴史
スパイダーマンは1962年8月の『アメイジング・ファンタジー』誌15号で初登場した。同誌はその号で打ち切りとなったが、スパイダーマンというキャラクターは大変好評で、ソロシリーズ The Amazing Spider-Man が1963年3月に発行された。
キャラクターはライターエディターのスタン・リーと画家で共同プロッターのスティーヴ・ディッコによって創造され、このペアは1963年から1966年にかけて38号制作した。その後は多くの作家と画家が何年もの間、この月刊誌を引き継ぎ、マーベル最大の看板役者の冒険を年代記にしてきた。
アメイジング・スパイダーマンはキャラクターの旗艦シリーズである。スパイダーマンサーガのメジャーキャラクターやヴィランのほとんどはここで紹介され、キーイベントはここで起こっている。連続して刊行していたが1998年にマーベル・コミックがリランチし1999年1月号で新1号からカウントしなおした。しかし、スパイダーマン40周年記念を機にオリジナルシリーズのナンバリングを使用する事になり、2003年12月発行号から再び500号から数えはじめた。

### 1960年代
刊行開始当初はリーとディッコの元、スパイダーマン誕生直後のキャリアを不運だが底抜けにユーモアを持つティーンエイジャー=ピーター・パーカーとしての市民生活を交えて描いていた。パーカーはスパイダーマンとしてのキャリアとデイリー・ビューグル社の（おおげさな編集長JJJの元での）フリーランスカメラマンとしての仕事を両立しており、自分自身と体の弱いメイおばさんを助けていた。時を同じくしてパーカーはスパイダーマンに対する社会の敵愾心やミッドタウンハイスクールのクラスメイトのフラッシュ・トンプソンやリズ・アレン達の敵意とも対峙している。その一方、ジェイムソンの秘書ベティ・ブラントとは試験的で不幸な恋愛関係を始めている。
パーカー家の日常的な問題にフォーカスを当てる事で、リーとディッコは欠点だらけで自己懐疑的なスーパーヒーローを、そして初めてのサイドキックではなく主人公としてのメジャーなティーンエイジャーのスーパーヒーローの草分けをつくり出したのである。ディッコの奇抜な画はマーベルの中心的なアーティストジャック・カービーの明らかに動的なスタイルと全く対照的で、ディッコのスパイダーマンはわずかに不吉で愛情がこもったアニメ的な画であり、リーの筆致のユーモアとパトスと組み合わさって、不朽の神話となりうる基礎を創り上げていった。
スパイダーマンの主要ヴィランとサポートキャラクターのほとんどはこの時期に紹介されている。第一号(1963年3月)ではJ・ジョナ・ジェイムソンと彼の息子で宇宙飛行士のジョン・ジェイムソン、 そしてスーパーヴィランのカメレオンの初登場を取り上げている。ヒーローチームファンタスティック・フォーとの初めての出会いもあった。第2号（1963年5月）ではヴァルチャーが初登場し、 この号からパーカーの新聞社デイリー・ビューグルでのフリーランスカメラマンとしてのキャリアが始まった。
リー／ディッコの時代ではかなりの数のヴィランやサポートキャラクターの案内が続いた。3号（1963年7月）ではドクター・オクトパス、4号（1963年9月）ではサンドマンとベティ・ブラント、6号（1963年11月）ではリザード、9号（1964年3月）ではエレクトロ、13号（1964年6月）ではミステリオ、14号（1964年7月）ではグリーンゴブリン、15号（1964年8月）ではクレイヴン・ザ・ハンター、18号（1964年11月）ではレポーターのネッド・リーズ、20号（1965年1月）ではスコーピオン、パーカーの卒業を描いた28号（1965年9月）ではモールテンマンが初登場した。
パーカーは31号（1965年12月）でエンパイアステート大学に通いはじめ、この号では友人でクラスメイトのグウェン・ステーシーやハリー・オズボーンも初登場を果たしている。ハリーの父親であるノーマン・オズボーンは23号（1965年4月）にジェイムソンのカントリークラブの一員として初登場したが、37号（1966年6月）までハリーの父親である事は明かされなかった。リー／ディッコの執筆期間中で最も祝福された号はおそらくは33号（1966年2月）で、『If This Be My Destiny』というストーリーの3話目にあたり、重機による拘束から脱出しながら意志の力と家族に対する思いやりを交えてスパイダーマンの劇的なシーンを描いている。
執筆期間のほとんどは画家として制作に当たっていたディッコだが、最終的にリーにスクリプトとダイアログを任せながらもプロットにも手を出すようになった。しかし、両者の溝は深まり、ディッコが最終号『The Amazing Spider-Man#38』号（1966号7月）を仕上げるまで長らく口もきかない状態だった。ディッコとリーの分裂の決定的な理由は長らく論議の的になっている。
後任のペンシラージョン・ロミータ・シニアの最初の執筆号である39号（1966年8月）では不倶戴天の敵であるグリーン・ゴブリンがスパイダーマンの正体を知り、その事を捕えたヒーローに対して明かしている。ロミータのスパイダーマンはディッコに比べてより筋肉質でヒーローっぽく見え、その後の20年の規範となった。リー／ロミータの時代では52号（1967年9月）でデイリー・ビューグルのマネージングエディターであるジョセフ・ロビー・ロバートソンが、56号（1968年1月）でニューヨーク市警の刑事でパーカーの恋人グウェン・ステーシーの父親であるジョージ・ステーシーが登場している。ロミータの時代で紹介されたうちで最も重要なサポートキャラクターはメリー・ジェーン・ワトソンである。彼女は42号（1966年11月）で完全な登場を果たしたが25号（1965年6月）で顔を曖昧にしながら初めて登場しており、15号（1964年8月）ではすでに言及されている。
リーとロミータはパーカーの世界で広く行き渡った敵意のシーンを抑えて、パーカーのサポートキャラクターとの関係を発展させ、スパイダーマンの冒険を描きながらもストーリーのフォーカスをキャラクターの社会・大学生活に移していくようになる。ストーリーは時事問題や市民権、人種差別、犯罪者の人権、ベトナム戦争、政党選挙などといった問題を取り扱うようになる。
50号（1967年6月）では高度に不朽の犯罪集団の親玉キングピンが登場し、スーパーヒーローシリーズ・デアデビルでも強力な敵となった。その他の特筆すべきリー／ロミータ時代の初登場キャラクターには41号（1966年10月）のライノ、46号（1967年3月）のショッカー、78号（1969年11月）のプロウラー、83号（1970年4月）のキングピンの息子リチャード・フィスクなどがいる。

### 1970年代
1970年代には2つのスピンオフシリーズがスタートしている。1972年には『マーベル・チームアップ』が、1976年には『スペクタキュラー・スパイダーマン』がスタートした。旗艦タイトルが迎えた第二の十年期は無慈悲な展開が続いた。89-90号（1970年10月-11月）ではジョージ・ステーシー警部の死を描いた。これはジル・ケインが下書きを担当した最初のスパイダーマンのストーリーであり、彼はその後、一年半後にロミータの後を継ぎ、いくつかのランドマークとなる号で画を担当した。
96-98号（1971年5月-7月）のように論争を巻き起こした号もあった。エディターライターのリーはコミックス倫理規定委員会(CCA)を無視して、パーカーの友人ハリー・オズボーンがLSDでトリップし、入院させられるストーリーを書いた。リーはこのストーリーを、合衆国保健教育福祉省からの薬物の危険性に関するストーリーを書いてほしいという要請に応えて執筆した。CCAは、薬物使用に反対する言明や文脈すらも引き合いに出して、これらの号に対してシールを貼る事を拒否した。マーベルの社主マーティン・グッドマンの賛同をうけたリーはコミックをシールを貼らずに出版させた。CCAはその後規制をゆるめ、薬物に対するネガティブな描写を、その他の新たな自由と共に認可した。
100号から102号（1971年9月-11月）までの『シックス・アーム・サーガ』では吸血鬼モービアスが紹介された。第2話では『アメージング・スパイダーマン』では初めて共同作家のリーではなく、ロイ・トーマスが担当した。彼はスタン・リーが105号から110号（1972年2月-7月）を書くために帰還するまでの数ヶ月本の執筆を引き継いだ。マーベル・コミックの経営者となりつつあったリーと編集長になりつつあったトーマスは執筆を19歳の新星ゲリー・コンウェイに任せ、彼は1975年を通してスクリプトを書き続けた。ロミータはコンウェイがギャングスターのハンマーヘッドを登場させる113号（1972年10月）を含む最初の6号分を下書きした。ケインはロミータから下書きを引き継ぎ、ロミータは一時的にケインの画を彩色し続けた。
コンウェイ／ケイン／ロミータのチームの最も記憶に残る作品は121・122号（1973年6月・7月）である。121号『The Night Gwen Stacy Died』ではグリーン・ゴブリンの手によってグウェン・ステーシーが殺害され、読者を驚かせた。彼女の死去とその次の号でのゴブリンの見かけ上の死はスパイダーマン史上最大の山場として広く知られるようになる。このエピソードの影響によりメリー・ジェーン・ワトソンの性格描写とパーカーとの関係性が深まる事となる。
1973年の後半までにジル・ケインに代わってロス・アンドリューが登板し、1973年から1978年にかけて60号近く執筆を続けた。129号（1974年2月）ではパニッシャーが紹介され、後にマーベルの主役級の、また最も広く知られるキャラクターの一人になった。コンウェイ／アンドリューの時代はマンウルフの登場（124-125号（1973年9・10月））、メイおばさんとドクター・オクトパスの結婚騒動（131号（1974年4月））ハリー・オズボーンのグリーン・ゴブリン二代目襲名（135-137号（1974年8〜10月））、スパイダーマンのクローンも巻き込んだオリジナルの『クローン・サーガ』（147-149号（1975年8〜10月））などもあった。
アーチー・グッドウィンとジル・ケインはタイトルの第150号を書き上げ、その後の2年半をレン・ウェインに任せた。ウェインの時代、ハリー・オズボーンとリズ・アレンは付き合い、婚約し、J・ジョナ・ジェイムソンは第二の妻となる女性マーラ・マジソンとであい、メイおばさんは心臓発作に見舞われた。ウェインの『アメイジング』での最後のエピソードは5話構成で176号から180号まで（1978年1月から5月）あり3代目グリーン・ゴブリン（ハリー・オズボーンの精神科医バート・ハミルトン）が登場した。1975年から1976年までマーベルの編集長を務めたマーヴ・ウルフマンは作家としてウェインの後を継ぎ、最初に担当した182号（1978年7月）ではパーカーがワトソンに結婚を申し込んでいる。（ただし次の号で断られている。）キース・ポラードがロス・アンドリューの後を短期間だが画家として引き継ぎウルフマンとともに好感が持てる泥棒ブラックキャットを登場させた。スパイダーマンの恋愛対象としてブラックキャットは続く10年間のかなりの部分で重要なサポートキャラであり続けた。

### 1980年代
アメイジング・スパイダーマン200号（1980年1月）ではスパイダーマンの叔父ベン・パーカーを殺害した強盗の再登場と死を描いた。作家のマーヴ・ウルフマンとペンシラーのキース・ポラードはその年の半ばまでにタイトルを去り、1970年代ライバルであるDCコミックスで1970年代の草分けとなった作家デニス・オニールとペンシラーのジョン・ロミータ・ジュニアに引き継がれた。姉妹誌である『スペクタキュラー・スパイダーマン』で20号近くを書いたロジャー・スターンは1981年後半にアメイジング~を引き継いだ。彼の2年間の執筆期間の間に長く人気を博してきたスパイダーマンのヴィラン達の背景設定が深化され、238・239号（1983号3・4月）ではロミータ・ジュニアとともにミステリアスなスーパーヴィラン・ホブゴブリンがつくり出された。ファン達はホブゴブリンの正体に注目し、続編となる244・245号および249号~251号（1983年9・10月、1984年2~4月）が執筆された。今日まで続く変化としてメリー・ジェーン・ワトソンがスパイダーマンの正体を知っている事を明かし、ピーターにとって心を許せる人物となったことでかなりまじめで成熟した女性として紹介されなおした事である。
1984年半ばまでにトム・デファルコとロン・フレンツが脚本と下絵を引き継いだ。デファルコはパーカーとワトソンの交際の成熟を描くのを助け、最終的な結婚へとつないだ。特筆すべきは257号（1984年10月）でワトソンはパーカーに彼がスパイダーマンであることを知っている事を告げ、259号（1984年12月）では自分の災難続きの子供時代の全容を語った事である。その他の特筆すべきデファルコ／フレンツ時代のエピソードとして252号（1984年5月）ではスパイダーマンのブラックコスチュームが初登場（その後の4年間もっぱらこのコスチュームを纏う事となった）し、253号（1984年6月）では犯罪者の黒幕ローズがデビューし、258号（1984年11月）では実はシンビオートという生物であったブラックコスチュームの反逆が、265号（1985年6月）では女傭兵シルバーセーブルの紹介が描かれた。
トム・デファルコとロン・フレンツは1986年の間に過酷な状況下に置かれた編集者オーズリーによって二人とも『アメイジング・スパイダーマン』誌から去る事となった。後任のアーティストの中にはアラン・ クパーバーグやジョン・ロミータ・ジュニアもおり、下書きには1987年から1988年までAlex Saviukが参加した。オーズリーは1987年の前半で作家として活躍し、デファルコがプロットを立てていた『Gang War』（284-288）のストーリーの脚本を書いた。289号（1987年6月）ではかつて『Spectacular Spider-Man』で作家をしていたピーター・デイヴィッドがホブゴブリンの正体をネッド・リーズである事を明かした。（しかし結局は1996年のロジャー・スターンによるレトコンで、リーズは初代ホブゴブリンではなくなった。）
デイヴィッド・ミッチェリーニはライターとして次号である290号から292号（1987年7月から9月）を引き継ぎ、『アメイジング・スパイダーマン・アニュアル』誌21号でのピーター・パーカーとメリー・ジェーン・ワトソンの結婚に繋がるストーリーを描いた。298号（1988年3月）は新星トッド・マクファーレンが書いた最初のスパイダーマンのコミックである。彼はフレンツ以後初となるアメイジング・スパイダーマン誌のレギュラーアーティストとなった。マクファーレンはスパイダーマンの外見に革命的な変化を加えた。彼の描写、つまり大きな目、強靭だが歪曲した手足、結び目がついて絡まったウェブなどは実質的にその後スパイダーマンを書く事となる全てのアーティスト達に影響を与えるものであった。マクファーレンのその他の特筆すべきスパイダーマンの規範に対する貢献はスパイダーマンの最も有名な敵対者であるスーパーヴィラン=ヴェノムのデザインである。299号（1988年4月）では（最終ページにカメオであったが）ヴェノムの初登場を、300号（1988年5月）では完全なる初登場が描かれた。後者の号ではスパイダーマンのオリジナルの赤と青のコスチュームへの変更も描かれている。
その他の特筆すべきミッチェリーニ／マクファーレンのコンビの担当号としてヴェノムの帰還とグリーンゴブリン対ホブゴブリンの戦いを描いた315号から317号（1989年5月-7月）が挙げられる。1987年に『アメイジング・スパイダーマン』誌で起きた編集サイドと制作サイドの混乱以後、ミッチェリーニ／マクファーレンのチームは1980年代の最後の最後で製作上の一貫性と本の品質を復活させ、次の10年間のスパイダーマンのトーンを創り上げたといえる。

### 1990年代
1990年代のスパイダーマンは結婚した一般市民としての生活という要素が加わった事でこれまでの30年間とは違ったスーパーヒーローとなった。1988年から1989年まで『アメイジング・スパイダーマン』誌で活躍したトッド・マクファーレンは1990年にタイトルを去り、新たに単にスパイダーマンと題した新シリーズの作・画を担当した。マクファーレンの後任にはエリック・ラーセンがつき、1990年から1991年の半ばまで本の下書きを担当した。350号の後、ラーセンの後任に1986年にマーベル社のトライアウトコンテストを勝ち抜き、1990年のニューウォリアーズ誌で特段目立たない下書きを何本かこなしたマーク・バグレイが就いた。バグレイは1991年から1996年までスパイダーマンの旗艦タイトルで下書きを担当し、彼の絵はその後10年以上ほとんどのスパイダーマンのライセンスがついた商品群の基礎をつくり出した。
361〜363号（1992年4~6月）ではカーネイジがスパイダーマンにとって二体目のシンビオートの敵として登場した。シリーズの30周年記念号となる365号（1992年8月）はダブルサイズでホログラムカバー、エンディングでは長らく死んだものと考えられていたピーター・パーカーの両親が生きて再登場すると言うクリフハンガーがついた豪華版となった。彼らが実際には偽物である事が明らかになるのに二年の歳月を要した。脚本のミッチェリーニが担当した最後の号である388号（1994年4月）で彼らは殺害された。彼の1987年から1994年までのライターとしての活動期間は彼はスタン・リーに次いで2番目に長い。
389号をもって1987年に『クレイヴン・ザ・ラストハント』というストーリーを担当し、1991年から1993年にスペクタキュラー・スパイダーマン誌で活躍したJ・M・デマティスが引き継いだ。1994年10月から1996年6月まで『アメイジング〜』は進行中のストーリーを中断して番外編を描き、全てのスパイダーマン関連の本をクロスオーバーするマルチパートの導入ストーリーを発表した。この時期の数少ない完全に独立したストーリーの一つは400号（1995年4月）に語られたメイおばさんの死であった—がのちにその死は偽装されたものだと判明した。クローンサーガはこれまで20年間登場してきたスパイダーマンが本物のスパイダーマンのクローンであったことが暴露され最高潮に達した。このプロットのねじれは多くの読者にとってかなり嫌われたものとなったが後にRevelationsという1996年後半のスパイダーマンのクロスオーバーストーリーの中で覆された。
クローンサーガは406号（1995年10月）以降は出版のギャップが非難されるようになり、タイトルは一時的にベン・ライリーを主役に据えたThe Amazing Scarlet Spider1・2号に取り替えられた。シリーズはトム・デファルコをライターとして呼び戻し、407号（1996年1月）に再び取り上げられた。バグレイは1996年9月に5年と6ヶ月の任期を全うした。後任のアーティストの中にはロン・ガーニー、スティーブ・スクロース、ジョー・ベネット、ラファエル・カヤナンらが、タイトルの最終号である441号（1998年11月）まで書きつないだ。マーベルは1999年1月にタイトルを再起動しボリューム2に移行した。

### リブート
マーベルは1999年1月号からアメイジング・スパイダーマンのナンバリングをボリューム2第1号に改めた。30号（2001年6月）にJ・マイケル・ストラジンスキがライターを引き継いだ。リランチではサンドマンが悪の道に戻り、またメリージェンの死（ただし後にファンの猛反発にあって覆された。）が描かれた。その他の要素として新たなスパイダーウーマンが誕生し（その上、短期間だがスピンオフシリーズが発行された）、同時期に刊行されたジョン・バーンによる問題作スパイダーマン:チャプターワン（初期エピソードを現代風にリライトしたシリーズ）に対して多くの参照をしたことなどが含まれる。マッキーの執筆期間はアメイジング・スパイダーマン・アニュアル2000で終了した。この号ではメリージェーンの帰還と、夫との再会と別離が描かれており、異論を呼ぶものとなった。
J・マイケル・ストラジンスキの到来によって失われた読者を取り戻せたと評価される一方で、ストラジンスキは付加的な異論を呼ぶストーリーラインを監督している。最も特筆すべきは彼の長編スパイダートーテムであり、スパイダーマンとストラジンスキが創った超自然的な力を基盤にした昆虫のヴィランとの連戦を通してスパイダーマンのパワーは魔術を基盤にしたものなのか否かを巡る論議を呼ぶ号を発表した。あまり議論を呼ぶものにはならなかったのは、メイおばさんは自分の甥がスパイダーマンである事を発見し（アメイジング・スパイダーマン36号）、メリージェーンがアメイジング・スパイダーマン50号では和解した夫婦として帰還した事である。ストラジンスキはスパイダーマンに新たな職業も与えている。ピーター・パーカーは母校で教職に就いたのである。
30号ではカバーにボリューム2でのナンバリングの脇にオリジナルシリーズでの号数である471号が表記され、二重のナンバリングシステムが始まった。この時期ファンタスティック・フォーなどのリブートされたマーベルの長期タイトルでデュアルナンバリングシステムが導入されていた。2000年10月、ジョン・ロミータ・ジュニアはジョン・バーンの後をアーティストとして引き継いだ。ボリューム2の58号（2003年11月）の後に刊行された2003年12月号からタイトルはオリジナルのナンバリングである500号に戻り、ボリューム2の1〜58号は442〜499号として扱われるようになった。マイク・デオダ―ト・ジュニアは2004年半ばから2006年まで本のペンシラーを務めた。

### シビル・ウォー&アフターマス
アメイジング・スパイダーマン誌を巻き込んだ2006年のクロスオーバーシビル・ウォーではスパイダーマンは当初アイアンマンと政府側の陣営についてスーパーヒューマン登録法の施行の後押しをし、正体の公表と政府への登録を拒むスーパーヒーロー達を捕えていた。テレビ中継をとおして、彼は自分の正体がピーター・パーカーであることを明らかにしたが、最終的には陣営を変え、キャプテン・アメリカたちの元に身を寄せ、登録法の敵と化し、その過程でアイアンマンのダーティーな秘密のいくつか（最も特筆すべき事は登録をしていないヒーロー達を集中キャンプ形式の牢獄に閉じ込めていた事である。）を暴いた。
アイアンマンはピーターが契約を破棄したためにメリージェーンとメイおばさんの警護を解除した。そのため、二人は奔走しスパイダーマンと合流するはめになった。しかし、極悪非道のキングピン＝ウィルソン・フィスクはパーカー一家の殺害を命じ、結果としてメイおばさんは生死に関わる怪我を負った。この事と、キャプテン・アメリカの死により、パーカーは再び長く使っていなかったブラックコスチュームを身に纏う事になった。（実際には、この復活は同じくブラックコスチュームをフィーチャーした映画『スパイダーマン3』へのタイインのためである。）メイおばさんを射殺する命令を下したのがキングピンだと知った彼は、刑務所に討ち入り、「自分の家族に手を出すな」という警告としてキングピンに屈辱的な打撃を与えた。

### ワン・モア・デイ
「ワン・モア・デイ」は4部構成のクロスオーバーストーリーであり部分的にJ・マイケル・ストラジンスキーが脚本を担当し、ジョー・カザーダがイラストを担当し、『アメイジング・スパイダーマン』544号から545号（2007年11月・12月）、『フレンドリー・ネイバーフッド・スパイダーマン』24号（2007年11月）、『センセーショナル・スパイダーマン』41号（2007年12月）にまたがって展開された。フレンドリー～とセンセイショナル～はこのエピソードをもって最終号となった。悪鬼メフィストはピーター・パーカーとメリー・ジェーン・ワトソン・パーカーに、死に瀕するメイ伯母さんの命を結婚したという事実を彼らの過去の一部を改ざんすることで完全に抹消することを条件に救うというファウスト的契約を持ちかけた。
このクロスオーバーは2001年から2007年までの6年半、75号分に及ぶ『アメイジング・スパイダーマン』誌での活動に終止符を打つものとなった。

### ブランニュー・デイ
これ以降、マーベルは『アメイジング・スパイダーマン』をスパイダーマンの単独タイトルにし、刊行ペースを月3回とし、シリーズはback to basicsというストーリーの続編に「ブランニュー・デイ」のバナーをつけ、仕切り直しとなった。「ブランニュー・デイ」シリーズではピーターは彼とメリージェーンの結婚が『なかったこと』になった改変後の世界に存在している。この世界では誰も彼らの結婚を記憶しておらず、『なかったこと』になった事による影響がドミノ倒しのように発現している。レギュラーライターは交代制でダン・スロット、ボブ・ゲイル、マーク・グッゲンハイム、ゼブ・ウェルズらが、アーティストにはクリス・バチャロ、マイク・マッコーン、ジョン・ロミータ・ジュニア、マルコス・マーティンらがローテーションに加わった。583号では、バックアップストーリーにアメリカ合衆国大統領バラク・オバマがゲスト出演した。

### アメイジング・スパイダーマン誌の終了
ライターのマーク・ウェイドは「The Gauntlet」というストーリーラインを『アメイジング・スパイダーマン』612号で発表した。648号（2011年1月)からは
ダン・スロットがレギュラーライターとなり刊行ペースを月2回とした。この号から8ページが追加され、この刊行形態は第700号まで続いた。
700号ではDying Wishというストーリーラインが展開され、この号のストーリーでピーター・パーカーの精神はドクター・オクトパスと入れ替わってしまい、オクトパスの体に入ったピーターは死亡し、ピーターの体のオクトパスが生き残るという結末を迎えた。
アメイジングスパイダーマンはこの号で終わるが、ドクター・オクトパスのスパイダーマンが主人公の新シリーズThe Superior Spider-Manが2013年から刊行された。
2013年12月アメイジングスパイダーマン700.1 ～700.5が刊行される。ライターはDavid MorrellでアーティストはKlaus Janson

### 2014 relaunch
2014年1月マーベルは、2014年4月30日からアメイジングスパイダーマンが1号からリブートされピーターパーカーが復活することを発表した。
この創刊号はダイアモンド・コミックス・ディストリビューターズにより「21世紀のベストセーリング・コミック」とされた。
1〜6号は「Goblin Nation」の直後に起こった「Lucky to be Alive」というストーリー・アークであり、4号と5号はOriginal Sinのストーリーラインとのクロスオーバー。
4号では、ピーター・パーカーと同じ蜘蛛に刺された新しいヒロインのシルクが初登場した。
7号～8号でミスマーベルでとスパイダーマンはチームアップし、この号ではEdge of Spider-verseに関連したバックアップストーリーがかかれた。
さまざまな次元のスパイダーマンたちが集結して戦うスパイダーバースが9号で始まり 、15号で終わりった。15号ではモールンに狩猟されている次元を越えてすべてのスパイダーマンを集結させ、モールンを止めるチームを結成する。再リリースされたシリーズのAmazing Spider-Man Annual＃1は、2014年12月にリリースされ、「Spider-Verse」とは無関係のストーリーを特集している。

### 2015 relaunch
2015年のシークレット・ウォーズの後、数多くのスパイダーマン関連のタイトルが「All-New, All-Different Marvel」イベントの一部としてリニューアルされ、
アメイジングスパイダーマンは2015年10月7日に１号が発売された。
同号はピーター・パーカーがパーカー・インダストリーズの経営を継続し、世界中で事業を展開させ、成功を収めているビジネスマンになることを描いている。
その後、Civil War IIが起こり、「Dead No More」などのイベントも展開され、ベン・ライリー（かつてのスカーレット・スパイダー)が復活した。

## 単行本
エッセンシャル・マーベル
- Essential Spider-Man, Vol. 1 [#1-20, Annual #1; Amazing Fantasy #15] (ISBN 0-7851-0988-9)
- Essential Spider-Man, Vol. 2 [#21-43, Annual #2-3] (ISBN 0-7851-0989-7)
- Essential Spider-Man, Vol. 3 [#44-65, Annual #4] (ISBN 0-7851-0658-8)
- Essential Spider-Man, Vol. 4 [#66-89, Annual #5] (ISBN 0-7851-0760-6)
- Essential Spider-Man, Vol. 5 [#90-113] (ISBN 0-7851-0881-5)
- Essential Spider-Man, Vol. 6 [#114-137; Giant-Size Super Heroes #1; Giant-Size Spider-Man #1-2] (ISBN 0-7851-1365-7)
- Essential Spider-Man, Vol. 7 [#138-160, Annual #10; Giant-Size Spider-Man #4-5] (ISBN 0-7851-1879-9)
- Essential Spider-Man, Vol. 8 [#161-185, Annual #11; Giant-Size Spider-Man #6; Nova #12] (ISBN 0-7851-2500-0)
- Essential Spider-Man, Vol. 9 [#186-210, Annual #13-14; Peter Parker: Spectacular Spider-Man Annual #1] (ISBN 0-7851-3074-8)
- Essential Spider-Man, Vol. 10 [#211-230, Annual #15] (ISBN 0-7851-5747-6)
- Essential Spider-Man, Vol. 11 [#231-248, Annual #16-17] (ISBN 0-7851-6330-1)

メジャーアーク/アーティスト別
- Marvel Visionaries: John Romita Sr. [#39-40, 42, 50, 108-109, 365; Daredevil #16-17; Untold Tales of Spider-Man #-1] (ISBN 0785117806)
- Spider-Man: The Death of Captain Stacy [#88-90] (ISBN 0785114556)
- Spider-Man: The Death of Gwen Stacy [#96-98, 121-122; Webspinners: Tales of Spider-Man #1] (ISBN 0785110267)
- Spider-Man: Death of the Stacys [#88-92, 121-122] (ISBN 0785125043)
- A New Goblin [#176-180] (ISBN 0785131175)
- Spider-Man vs. the Black Cat [#194-195, 204-205, 226-227] (ISBN 0785115595)
- Spider-Man: Origin of The Hobgoblin [#238-239, 244-245, 249-251, Spectacular Spider-Man (Vol. 1) #85] (ISBN 0871359170)
- Spider-Man: Birth of Venom [#252-259, 298-300, 315-317, Annual #25; Fantastic Four #274; Secret Wars #8; Web of Spider-Man #1] (ISBN 0785124985)
- The Amazing Spider-Man: The Wedding [#290-292, Amazing Spider-Man Annual(Vol. 1)#2, Not Brand Echh #6] (ISBN 0871357704)
- Spider-Man: Kraven's Last Hunt [#293-294; Web of Spider-Man #31-32; The Spectacular Spider-Man #131-132] (ISBN 0785134506)
- Visionaries: Todd McFarlane [#298-305] (ISBN 0785108009)
- Legends, Vol. 2: Todd McFarlane [#306-314; The Spectacular Spider-Man Annual #10] (ISBN 0785110372)
- Legends, Vol. 3: Todd McFarlane [#315-323, 325, 328] (ISBN 0785110399)
- Spider-Man: Venom Returns [#330-333, 344-347;Amazing Spider-Man AnnualVol 1 #25] (ISBN 0871359669)
- Spider-Man: Carnage [#344-345,359-363] (ISBN 0871359715)

コレクションズ
- Vol. 1: Coming Home [#30-35/471-476] (ISBN 0-7851-0806-8)
- Vol. 2: Revelations [#36-39/477-480] (ISBN 0-7851-0877-7)
- Vol. 3: Until the Stars Turn Cold [#40-45/481-486] (ISBN 0-7851-1075-5)
- Vol. 4: The Life and Death of Spiders [#46-50/487-491] (ISBN 0-7851-1097-6)
- Vol. 5: Unintended Consequences [#51-56/492-497] (ISBN 0-7851-1098-4)
- Vol. 6: Happy Birthday [#57-58,500-502/498-502] (ISBN 0-7851-1343-6)
- Vol. 7: The Book of Ezekiel [#503-508] (ISBN 0-7851-1525-0)
- Vol. 8: Sin's Past [#509-514] (ISBN 0-7851-1509-9)
- Vol. 9: Skin Deep [#515-518] (ISBN 0-7851-1642-7)
- Vol. 10: New Avengers [#519-524] (ISBN 0-7851-1764-4)
- Spider-Man: The Other [#525-528; Friendly Neighborhood Spider-Man #1-4; Marvel Knights Spider-Man #19-22] (ISBN 0-7851-2188-9)
- Civil War: The Road to Civil War [#529-531; New Avengers: Illuminati (one-shot); Fantastic Four #536-537] (ISBN 0-7851-1974-4)
- Vol. 11: Civil War [#532-538] (ISBN 0-7851-2237-0)
- Vol. 12: Back in Black [#539-543; Friendly Neighborhood Spider-Man #17-23, Annual #1] (ISBN 978-0-7851-2904-2)
- Spider-Man: One More Day [#544-545; Friendly Neighborhood Spider-Man #24; The Sensational Spider-Man #41; Marvel Spotlight: Spider-Man – One More Day/Brand New Day] (ISBN 978-0-7851-3221-9)
- Brand New Day, Vol. 1 [#546-551; The Amazing Spider-Man: Swing Shift (Director's Cut); Venom Super-Special] (ISBN 078512845X)
- Brand New Day, Vol. 2 [#552-558] (ISBN 0785128468)
- Brand New Day, Vol. 3 [#559-563] (ISBN 0785132422)
- Kraven's First Hunt [#564-567; The Amazing Spider-Man: Extra! #1 (story 2)] (ISBN 0785132430)
- New Ways to Die [#568-573; Marvel Spotlight: Spider-Man – Brand New Day] (ISBN 0785132449)
- Crime and Punisher [#574-577; The Amazing Spider-Man: Extra! #1 (story 1)] (ISBN 0785134174)
- Death and Dating [#578-583, Annual #35/1] (ISBN 0785134182)
- Election Day [#584-588; The Amazing Spider-Man: Extra! #1 (story 3), 3 (story 1); The Amazing Spider-Man Presidents' Day Special] (ISBN 0785134190)
- 24/7 [#589-594; The Amazing Spider-Man: Extra! #2] (ISBN 0785134204)
- American Son [#595-599; material from The Amazing Spider-Man: Extra! #3] (ISBN 0785140832)
- Died in Your Arms Tonight [#600-601, Annual #36; material from Amazing Spider-Man Family #7] (ISBN 0785144854)
- Red-Headed Stranger [#602-605] (ISBN 0785138692)
- Return of the Black Cat [#606-611; material from Web of Spider-Man vol. 2, #1] (ISBN 0785138684)
- The Gauntlet, Book 1: Electro and Sandman [#612-616; Dark Reign: The List – The Amazing Spider-Man; Web of Spider-Man vol. 2, #2 (Electro story)] (ISBN 0785138714)
- The Gauntlet, Book 2: Rhino and Mysterio [#617-621; Web of Spider-Man vol. 2, #3-4] (ISBN 0785138722)
- The Gauntlet, Book 3: Vulture and Morbius [#622-625; Web of Spider-Man vol. 2, #2, 5 (Vulture story)] (ISBN 0785146121)
- The Gauntlet, Book 4: Juggernaut [#229-230, 626-629] (ISBN 0785146148)
- The Gauntlet, Book 5: Lizard [#629-633; Web of Spider-Man vol. 2, #6] (ISBN 0785146164)
- Spider-Man: Grim Hunt [#634-637; The Amazing Spider-Man: Extra! #3; Spider-Man: Grim Hunt – The Kraven Saga; Web of Spider-Man vol. 2, #7] (ISBN 0785146180)
- One Moment in Time [#638-641] (ISBN 0785146202)
- Origin of the Species [#642-647; Spider-Man Saga; Web of Spider-Man vol. 2, #12] (ISBN 0785146229)
- Big Time [#648-651] (ISBN 0785146237)
- Matters of Life and Death [#652-657, 654.1] (ISBN 0785151028)
- Spider-Man: The Fantastic Spider-Man [#658-662] (ISBN 0785151060)
- Spider-Man: The Return Of Anti-Venom [#663-665; Free comic book day 2011: The Amazing Spider-Man] (ISBN 0785151087)
- Spider-Man: Spider-Island [#666-673; Venom (2011) #6-8, Spider-Island: Deadly Foes; Infested prologues from #659-660 and #662-665.] (ISBN 0785151044)
- Spider-Man: Flying Blind [#674-677; Daredevil #8] (ISBN 978-0-7851-6002-1)
- Spider-Man: Trouble on the Horizon [#678-681, 679.1] (ISBN 978-0-7851-6003-8)
- Spider-Man: Ends of the Earth [#682-687; Amazing Spider-Man: Ends of the Earth #1; Avenging Spider-Man #8] (ISBN 0785160051)
- Spider-Man: Lizard – No Turning Back [#688-691; Untold Tales of Spider-Man #9] (ISBN 978-0-7851-6008-3)
- Spider-Man: Danger Zone [#692-697; Avenging Spider-Man #11] (ISBN 0785160094)
- Spider-Man: Dying Wish [#698-700] (ISBN 0-7851-6523-1)
- The Amazing Spider-Man Omnibus, Vol. 1 [#1-38, Annual #1-2; Amazing Fantasy #15; Strange Tales Annual #2; Fantastic Four Annual #1] (ISBN 0785124020)
- The Amazing Spider-Man Omnibus, Vol. 2 [#39-67, Annual #3-5; Spectacular Spider-Man #1-2] (ISBN 978-1302901806)
- Marvel Masterworks: The Amazing Spider-Man, Vol. 1 [#1-10; Amazing Fantasy #15] (ISBN 0-7851-1256-1)
- Marvel Masterworks: The Amazing Spider-Man, Vol. 2 [#11-19, Annual #1] (ISBN 0-7851-1264-2)
- Marvel Masterworks: The Amazing Spider-Man, Vol. 3 [#20-30, Annual #2] (ISBN 0-7851-1188-3)
- Marvel Masterworks: The Amazing Spider-Man, Vol. 4 [#31-40] (ISBN 0-7851-1189-1)
- Marvel Masterworks: The Amazing Spider-Man, Vol. 5 [#41-50, Annual #3] (ISBN 0-7851-1190-5)
- Marvel Masterworks: The Amazing Spider-Man, Vol. 6 [#51-61, Annual #4] (ISBN 0-7851-1362-2)
- Marvel Masterworks: The Amazing Spider-Man, Vol. 7 [#62-67, Annual #5; The Spectacular Spider-Man #1-2 (magazine)] (ISBN 0-7851-1636-2)
- Marvel Masterworks: The Amazing Spider-Man, Vol. 8 [#68-77; Marvel Super Heroes #14] (ISBN 0-7851-2074-2)
- Marvel Masterworks: The Amazing Spider-Man, Vol. 9 [#78-87] (ISBN 978-0-7851-2462-7)
- Marvel Masterworks: The Amazing Spider-Man, Vol. 10 [#88-99] (ISBN 978-0-7851-2932-5)
- Marvel Masterworks: The Amazing Spider-Man, Vol. 11 [#100-109] (ISBN 978-0-7851-3507-4)
- Marvel Masterworks: The Amazing Spider-Man, Vol. 12 [#110-120] (ISBN 978-0-7851-4214-0)
- Marvel Masterworks: The Amazing Spider-Man, Vol. 13 [#121-131] (ISBN 0-7851-5036-6)
- Marvel Masterworks: The Amazing Spider-Man, Vol. 14 [#132-142; Giant-Size Super-Heroes #1] (ISBN 0-7851-5975-4)
- Marvel Masterworks: The Amazing Spider-Man, Vol. 15 [#143-155; Marvel Special Edition Treasury #1] (ISBN 0-7851-6631-9)
- Marvel Masterworks: The Amazing Spider-Man, Vol. 16 [#156-168; Annual #10] (ISBN 0-7851-8801-0)
- Marvel Masterworks: The Amazing Spider-Man, Vol. 17 [#169-180; Annual #11; Nova #12; Marvel Treasury Edition #14] (ISBN 0-7851-9186-0)